# Selzo
Selzo (russisch Сельцо) ist eine russische kreisfreie Stadt mit 17.934 Einwohnern (Stand 14. Oktober 2010) in der Oblast Brjansk im Südwesten Zentralrusslands.

## Geographie und Klima
Selzo liegt im Westen des Landes etwa 80 Kilometer östlich der ukrainischen Grenze am Fluss Desna. Die östlich angrenzende Oblasthauptstadt Brjansk ist 22 km entfernt. Weitere nahe gelegene Städte sind Fokino (22 km nordöstlich), Djatkowo (30 km nordöstlich) und Schukowka (30 km nordwestlich).
Das Klima in der Stadt ist gemäßigt kontinental mit einer mittleren Jahrestemperatur von 4,7 °C und einer Jahresniederschlagsmenge von 610 mm. Der kälteste Monat ist Januar mit einem Temperaturmittel von −8,8 °C, der wärmste ist Juli mit 18 °C.

## Geschichte
Nach der Fertigstellung der Eisenbahnlinie Smolensk–Brjansk im Jahre 1868 wurde Selzo 1876 als Siedlungspunkt an der gleichnamigen Bahnstation gegründet. In den 1880er-Jahren entstanden im Ort mit einigen Holzverarbeitungs- und Seifenfabriken die ersten Industriebetriebe. Ein rasches Bevölkerungswachstum wies Selzo in den 1920er- und 1930er-Jahren wegen der Landflucht großer Teile der Dorfbevölkerung in den Zeiten der Kollektivierung. Der rasche Aufbau stadtähnlicher Wohnviertel führte dazu, dass Selzo 1938 zu einer Siedlung städtischen Typs wurde.
1939 wurde in Selzo eine Artilleriemunitionsfabrik erbaut. Diese bestand jedoch nicht lange in Selzo, denn vom Oktober 1941 bis September 1943 war der Ort während des Zweiten Weltkrieges von der deutschen Wehrmacht besetzt. Zuvor wurde die Munitionsfabrik von hier nach Nischni Tagil und Kopeisk evakuiert.
In den Nachkriegsjahren wurde die Stadt nach und nach wiederaufgebaut mit neuen Wohnvierteln und öffentlichen Einrichtungen. Im Jahr 1990 wurde Selzo zur Stadt erklärt.

### Bevölkerungsentwicklung
| Jahr | Einwohner |
| ---- | --------- |
| 1939 | 8.462     |
| 1959 | 12.086    |
| 1970 | 17.582    |
| 1979 | 20.236    |
| 1989 | 20.762    |
| 2002 | 19.140    |
| 2010 | 17.934    |

Anmerkung: Volkszählungsdaten

## Wirtschaft und Infrastruktur
Hauptwirtschaftszweige des Ortes sind Holzverarbeitung und Chemieindustrie, außerdem gibt es ein Milchwerk und Abfüllanlagen für Mineralwasser, das nahe der Stadt aus Quellen gewonnen wird.
Selzo hat einen Bahnhof an der Eisenbahnstrecke Brjansk–Roslawl–Smolensk. In der Stadt gibt es eine Kunstschule, fünf Bibliotheken und einen Kulturpalast.

## Söhne und Töchter der Stadt
- Alexander Fedotenkow (* 1959), Vizeadmiral
- Waleri Gopin (* 1964), Handballspieler und -trainer
- Witali Loschtschakow (* 1967), Fußballspieler[2]
- Matwei Petrow (* 1990), Turner